# Балан Теодор
Балан Теодор (нар. 20 липня 1885, Гура-Гуморулуй, Сучавський повіт, Південна Буковина (Румунія) - 25 листопада 1972, Гура-Гуморулуй) — історик, філолог, архівіст, архівознавець.

## Життєпис
Отримав гімназичну освіту, пізніше навчався в Чернівецькому та Віденському університетах на історико-географічному факультеті, після закінчення якого працював викладачем історії в ліцеях міст Кімполунгу, Чернівців, Сучави. 
Учасник Першої світової війни. Працював професором кафедри історії у Чернівецькому ліцеї ім. А. Пумнула. Одночасно брав участь у роботі комісії державних архівів Буковини (з 1924 р. виконуючи обов’язки секретаря комісії та заступника директора окружного державного архіву, а 1932–1941 рр. був директором архіву). 
1930 р. захистив докторську дисертацію з філософії та румунської літератури, 1931 р. – здав кандидатський мінімум з історії Румунії, 1932 р. одержав звання доцента кафедри історії Румунії Чернівецького університету. Був одним з організаторів румунського державного архіву на Буковині, активним збирачем та описувачем найдавніших архівних документів. 
Відомий фахівець з палеографії, автор шеститомного видання збірника документів з історії міст і населених пунктів Буковини (1930–1940). 
Реформатор архівної справи в Румунії, автор статей з питань архівознавства, які друкував у румунському архівному журналі, що видавався в Бухаресті, а також численних доповідних записок на ім’я керівництва Національної дирекції державних архівів Румунії. 
1941–1944 рр. був директором бібліотеки Чернівецького університету. Повернувся на батьківщину до Румунії, де і помер. 
Нагороджений трьома державними нагородами Румунії. 